# Campo Bom (ort)
Campo Bom är en ort i Brasilien.   Den ligger i kommunen Campo Bom och delstaten Rio Grande do Sul, i den södra delen av landet, 1 600 km söder om huvudstaden Brasília. Campo Bom ligger 20 meter över havet och antalet invånare är 60 081.
Terrängen runt Campo Bom är platt åt sydost, men åt nordväst är den kuperad. Runt Campo Bom är det mycket tätbefolkat, med 1 177 invånare per kvadratkilometer.. Närmaste större samhälle är Novo Hamburgo, 7,4 km väster om Campo Bom.
I omgivningarna runt Campo Bom växer i huvudsak städsegrön lövskog.